# 黄金南
黄金南（こがねみなみ）は北海道恵庭市の地名。郵便番号は061-1409。人口は5,263人、世帯数は2,113世帯。

## 地理
黄金地区の地区計画によって造成された地域で、国道36号（恵庭バイパス）の南側に位置している。黄金南の南側にはJR千歳線があり、西側は戸磯の工業団地「恵庭テクノパーク」がある。

## 歴史

### 沿革
- 2007年（平成19年）- 黄金町から黄金南に町名地番変更[6]。

### 町名の変遷
町名の変遷は以下の通り。
| 実施内容     | 実施年月日    | 実施前 | 実施後 |
| ------------ | ------------- | ------ | ------ |
| 町名地番変更 | 2007年6月16日 | 黄金町 | 黄金南 |

## 人口と世帯数
2023年9月30日現在の人口と世帯数は以下の通り。
| 町・丁      | 人口    | 世帯      |
| ----------- | ------- | --------- |
| 黄金南1丁目 | 1,050人 | 445世帯   |
| 黄金南2丁目 | 783人   | 346世帯   |
| 黄金南3丁目 | 974人   | 384世帯   |
| 黄金南4丁目 | 962人   | 358世帯   |
| 黄金南5丁目 | 366人   | 143世帯   |
| 黄金南6丁目 | 319人   | 117世帯   |
| 黄金南7丁目 | 809人   | 320世帯   |
| 計          | 5,263人 | 2,113世帯 |

### 人口の変遷
国勢調査による人口数の推移。
| 2010年（平成22年） | 4,288人 | [ 7 ] |  |
| 2015年（平成27年） | 4,808人 | [ 8 ] |  |
| 2020年（令和2年）  | 5,183人 | [ 9 ] |  |

### 世帯数の変遷
国勢調査による世帯数の推移。
| 2010年（平成22年） | 1,492世帯 | [ 7 ] |  |
| 2015年（平成27年） | 1,670世帯 | [ 8 ] |  |
| 2020年（令和2年）  | 1,865世帯 | [ 9 ] |  |

## 小・中学校の通学区
小・中学校の通学区は以下の通り。
| 町・丁 | 街区 | 小学校             | 中学校             |
| ------ | ---- | ------------------ | ------------------ |
| 黄金南 | 全域 | 恵庭市立和光小学校 | 恵庭市立恵明中学校 |

## 交通

### バス
- えにわコミュニティバス（ecoバス）
  - 「黄金南6丁目」・「黄金ふれあいセンター」・「黄金中通」・「黄金郵便局」停留所がある[11]。

### 道路
- 一般国道
  - 国道36号（恵庭バイパス）[12]
- 都市計画道路
  - 3・4・111 基線通[12]
  - 3・4・112 戸磯黄金通[12]
  - 3・4・123 団地中央通[12]
  - 3・4・127 黄金中島通[12]
  - 3・4・130 黄金中通[12]
  - 3・4・131 黄金東通[12]
  - 3・4・132 黄金西通[12]

## 施設
文化
- あけぼの会館（黄金南2丁目）
- 恵庭市黄金ふれあいセンター（黄金南5丁目）
- 恵庭市子ども発達支援センター（黄金南5丁目）

教育
- 認定こども園 柏学園ひまわり幼稚園・保育園（黄金南6丁目）

公園
- ほのぼの公園（黄金南1丁目）
- 黄金曙公園（黄金南3丁目）
- やすらぎ公園（黄金南5丁目）
- カリンバ自然公園（黄金南6丁目）
- すこやか公園（黄金南7丁目）
- 黄金ポケットパーク(黄金南7丁目)

福祉医療
- 恵望園 こがねディサービスセンター（黄金南5丁目）

行政
- 恵庭黄金郵便局（黄金南1丁目）

産業・商業
- ローソン 恵庭黄金南店（黄金南3丁目）
- セイコーマート さちづる東店（黄金南3丁目）
- マクドナルド 36号恵庭店（黄金南6丁目）
- フードD365 恵庭店（黄金南6丁目）
- サツドラ恵庭黄金店（黄金南6丁目）
- 西松屋 恵庭黄金南店（黄金南6丁目）
- 洋服の青山 恵庭店（黄金南6丁目）
- みよしの 恵庭店（黄金南7丁目）
- ハードオフ 恵庭店（黄金南7丁目）
- ユニクロ 恵庭店（黄金南7丁目）
- Seria 恵庭黄金店（黄金南7丁目）
- AOKI 恵庭店（黄金南7丁目）
- ブックオフ 恵庭バイパス店（黄金南7丁目）
- セブン-イレブン 恵庭バイパス店（黄金南7丁目）